# The Light
The Light é um filme de 1919 dirigido por J. Gordon Edwards e estrelado por Theda Bara no papel de uma femme fatale que é redimida pelo amor. Situado em Paris.

## Elenco

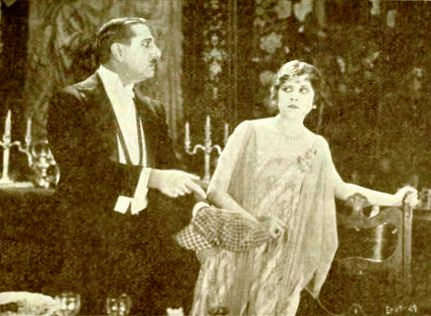
Theda Bara em cena do filme

- Theda Bara como Blanchette Dumond ou Madame Lefresne
- Eugene Ormonde como Chabin
- Robert Walker como Etienne Desechette
- Georges Renavent como Auchat
- Florence Martin como Jeanette